# دانشگاه بین‌المللی مصر
دانشگاه بین‌المللی مصر (به عربی: جامعة مصر الدولیة) یک دانشگاه در مصر است که در استان قاهره واقع شده‌است.